# Trevor Pryce
Trevor Wesley Pryce II (Brooklyn, 3 agosto 1975) è un ex giocatore di football americano statunitense che ha militato nel ruolo di defensive end nella National Football League.

## Biografia

### Denver Broncos
Dopo avere giocato al college a football a Clemson, Pryce fu scelto come 28º assoluto nel Draft NFL 1997 dai Denver Broncos. Debuttò come professionista il 2 novembre contro i Seattle Seahawks e concluse la sua prima stagione con 24 tackle e 2 sack, vincendo il Super Bowl XXXII contro i Green Bay Packers. Nella sua seconda stagione divenne stabilmente titolare, totalizzando 8,5 sack e vincendo il suo secondo anello, battendo gli Atlanta Falcons nel Super Bowl XXXIII. Nel 1999 mise a segno un record in carriera di 13 sack, venendo convocato per il primo di quattro Pro Bowl consecutivi. Rimase coi Broncos fino alla stagione 2005. Nel 2009 fu inserito nella formazione ideale del loro 50º anniversario e acquistò l'intera pagina del Denver Post per ringraziare i tifosi di questo onore.

### Baltimore Ravens
Pryce firmò come free agent coi Baltimore Ravens il 14 marzo 2006 e nella sua prima stagione nel Maryland pareggiò il suo primato personale di 13 sack, in una stagione in cui la squadra terminò con la prima difesa della lega e stabilì un record di franchigia di 60 sack. Giocò coi Ravens fino al 29 settembre 2010, quando fu svincolato per fare posto a Ken Hamlin.

### New York Jets
Il 30 settembre 2010, Pryce firmò coi New York Jets, con cui concluse la sua ultima stagione da professionista, ritirandosi dopo la sconfitta nella finale della AFC di quell'anno. Al momento del ritiro, era al quarto posto tra i giocatori in attività per sack in carriera con 91.

## Palmarès

### Franchigia
- Super Bowl : 2

Denver Broncos: XXXII, XXXXIII
- American Football Conference Championship: 2

Denver Broncos: 1997, 1998

### Individuale
- Convocazioni al Pro Bowl: 4

1999, 2000, 2001, 2002
- All-Pro: 3

1999, 2000, 2001
- Formazione ideale del 50º anniversario dei Denver Broncos

## Statistiche
| Tackle         | 440  |
| Sack           | 91,0 |
| Intercetti     | 2    |
| Fumble forzati | 12   |